# Дискос
Дискос је дискографска кућа која је смештена у Александровцу. Основана је 1962. године, а са радом почела 1963. године. Дискос је била једна од највећих издавачких кућа на простору некадашње Социјалистичке Федеративне Републике Југославије. За Дискос своје албуме су издавале највеће звезде народне музике.

## Познати извођачи
- Миланче Радосављевић
- Мирослав Радовановић
- Срећко Јововић
- Предраг Живковић Тозовац
- Харис Џиновић
- Џеј Рамадановски
- Весна Змијанац
- Драгана Мирковић
- Шабан Шаулић
- Јелена Карлеуша
- Халид Бешлић
- Недељко Бајић Баја
- Синан Сакић
- Зорица Брунцлик
- Митар Мирић
- Шеки Турковић
- Јашар Ахмедовски
- Зорица Марковић
- Вики Миљковић
- Вера Матовић
- Снежана Бабић Снеки
- Миле Китић
- Маринко Роквић
- Љуба Аличић
- Љубиша Стојановић Луис
- Драган Којић Кеба
- Ана Бекута
- Ера Ојданић
- Beat Street
- Шемса Суљаковић
- Кемал Маловчић
- Ипче Ахмедовски
- Адо Гегај
- Јасмин Мухаремовић
- Есад Плави
- Мирослав Илић
- Никола Решић
- Тома Здравковић
- Никола Урошевић Геџа